# Rangeen Gate

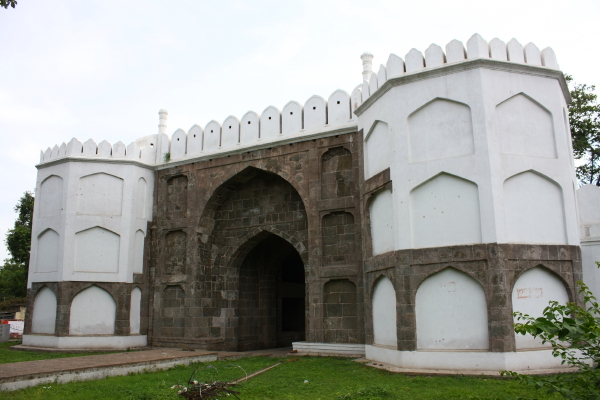
Rangeen Gate

Das Rangeen Gate oder Rangeen Darwaza in der Stadt Aurangabad im indischen Bundesstaat Maharashtra ist eines von ehemals 52 Toren der Stadt. Es ist nach Norden, das heißt in Richtung der Städte Jalgaon, Indore oder Ujjain ausgerichtet.

## Lage
Das Rangeen Gate lag nahe beim Kille Ark, der ehemaligen Residenz des Großmoguls. Heute befindet sich hier das Government College of Arts & Science.

## Geschichte
Der Großmogul Aurangzeb (reg. 1658–1707) ließ die auf dem Dekkan gelegene und später nach ihm benannte Stadt in den 1680er und 1690er Jahren festungsartig ausbauen und zum Schutz vor den Angriffen der Marathen mit einer Stadtmauer umgeben; zu dieser gehören 13 erhaltene Stadttore.

## Architektur
Wie nahezu alle Bauten der Mogul-Architektur besteht auch das etwa 30 m breite, 10 m tiefe und ca. 15 m hohe Rangeen Gate in seinem Kern aus Ziegelsteinen. Diese wurden mit exakt behauenen Werksteinen verkleidet oder aber verputzt. Der mittlere Durchgang ist etwa 6 m breit und gut 7 m hoch; darüber befindet sich ein breiter Wehrgang, während die seitlich vorspringenden Bastionen jeweils über Plattformen verfügen, auf denen ehemals Kanonen standen. Alle drei Bauteile sind durch Blendarkaden gegliedert und werden von Zinnenkränzen bekrönt.